# منتخب فنلندا لكرة اليد للسيدات
منتخب فنلندا الوطني لكرة اليد للسيدات (بالفنلندية: Suomen naisten käsipallomaajoukkue)‏ هو ممثل فنلندا الرسمي في المنافسات الدولية في كرة اليد للسيدات.